# Vladimir Vladimirovitch Pozner
Pour les articles homonymes, voir Vladimir Pozner.
Vladimir Vladimirovitch Pozner, né Vladimir Dimitri Gérald Lutten, (en russe, Владимир Владимирович Познер), également Vladimir Posner, né le 1er avril 1934 à Paris, est un journaliste français, russe et américain au parcours atypique.
Né à Paris d'une mère française et d'un père juif russe apatride, sa famille se réfugie durant l'Occupation allemande aux États-Unis, d'où son père, agent soviétique, est chassé par le maccarthysme. Il passe finalement l'essentiel de sa vie en URSS, où il se distingue en tant que porte parole de l’URSS et apologiste du communisme pendant la guerre froide. Il y fut particulièrement habile, ayant grandi aux États-Unis et maîtrisant à la perfection l’anglais américain avec un accent « new-yorkais ». Au cours des années 1980, il devient un symbole télévisuel international de la perestroïka, grâce aux émissions en duplex entre l'URSS et les États-Unis, ce qui lui permet de co-animer dans les années 1990 un talk-show à la télévision américaine. Il revient en 1997 en Russie, présente une émission hebdomadaire d'analyse politique (Vremena, en russe Времена, Les temps), numéro un dans son genre en Russie jusqu'à sa fermeture, et depuis 2008 il produit et présente une émission à son nom, Pozner (en russe Познер) diffusée sur la première chaîne de télévision russe Perviy Kanal. Il a également présenté une émission hebdomadaire à la radio.
Il est le président de l'Académie russe de télévision depuis sa fondation en 1994 et le fondateur de l'École pour l'excellence dans le journalisme télévisuel. Pozner est par conséquent à l'aise avec au moins quatre cultures, française, américaine, soviétique et finalement russe. Il est titulaire de nombreuses récompenses pour sa carrière de journaliste, dont deux Emmy, son équivalent russe le TEFI, ainsi que des prix internationaux. Il bénéficie d'une renommée internationale et fait partie des personnes les plus respectées dans sa profession en Russie.

## Biographie

### Jeunesse
Vladimir Pozner est né le 1er avril 1934 à Paris d’une mère française, Géraldine Lutten, née à Arcachon et d’un père juif russe expatrié et apatride, Vladimir Alexandrovitch Pozner, originaire de Saint-Pétersbourg. Son arrière grand-mère maternelle était Eugénie Niboyet femme de lettres, journaliste et militante du droit des femmes française. La famille de son père avait quitté la Russie bolchévique en 1922, pour s'installer à Berlin et en 1925 à Paris, où le père de Vladimir avait terminé ses études et trouvé un emploi auprès de la société cinématographique américaine Metro-Goldwyn-Mayer. La mère de Vladimir était employée par une autre société cinématographique américaine Paramount Pictures. Le couple fait connaissance grâce au cinéma, mais se sépare peu après la naissance de Vladimir. La mère de Vladimir déménage à New York aux États-Unis pour rejoindre sa propre mère et sa sœur, en emmenant son fils alors âgé de trois mois. Géraldine Lutten y trouve un nouvel emploi chez Paramount Pictures,. La famille ne sera réunie qu’en 1939, lorsque les trois rentrent à Paris.
À cause du début de la Seconde Guerre mondiale et l’Occupation les Pozners quittent Paris à l’automne 1940, en passant par Marseille (en zone libre), Madrid, Barcelone et Lisbonne, avant d’embarquer pour les États-Unis. Leur voyage fut partiellement financé par une famille juive dont une des filles se fit passer pour la nounou de Vladimir lors du voyage.
De retour à New York, le père de Vladimir continue d'exercer son métier dans l'industrie cinématographique. Le jeune Vladimir fréquente la Caroline Pratt's City and Country School et par la suite la Stuyvesant High School à Manhattan. Son frère cadet Pavel Pozner naît en 1945. En 1946, pendant la période du maccarthysme et la chasse aux sorcières, le père de Vladimir est soupçonné par le FBI de collaborer avec le service de renseignement soviétique et perd son travail,.
Vladimir n'apprendra qu'en 1996 que ces allégations étaient exactes, par la publication de documents jusqu'alors secrets. Les Pozner cherchent à rentrer en France, mais le père de Vladimir se voit refuser le visa à cause d'une dénonciation auprès du Ministère des Affaires étrangères français. La famille déménage en 1948 à Berlin Est, où le père de Vladimir se voit proposer un poste auprès de "SovExportFilm", le distributeur international du cinéma soviétique. Le jeune Vladimir fréquente alors une série de lycées soviétiques à Berlin, où il apprend le russe.
En 1952, la famille Pozner s’installe à Moscou et en 1953, Vladimir Pozner entre à l’Université d'État de Moscou, où il effectue des études de biologie et obtient son diplôme en 1958.

### Carrière
Après ses études de sciences, Pozner travaille comme secrétaire personnel de Samouil Marchak, poète, dramaturge, critique littéraire et traducteur russe soviétique et pour boucler ses fins de mois difficiles se lance dans la traduction de textes scientifiques (russe-anglais). Son emploi chez Marchak lui permet de faire la connaissance de nombreuses figures littéraires importantes de cette époque de déstalinisation.
En 1961, Pozner se voit proposer un poste de rédacteur en chef auprès du journal en langue anglaise Soviet Life de l’agence de presse Novosti. En 1967, il est transféré dans le journal frère, Spoutnik, qu’il quitte en février 1970 pour se lancer dans la radio. Il travaille alors en tant qu'animateur en chef pour le service nord-américain de Radio Moscou et au début des années 1970, il devient l’invité régulier de Ray Briem sur la KABC à Los Angeles. Dans les années 1980, il est souvent invité à l’émission Nightline de Ted Koppel et dans celle de Phil Donahue. Il est également présentateur de Moscow Meridian, une émission en langue anglaise traitant de sujets d’actualité d’un point de vue soviétique, produit par Gosteleradio, le comité de l’État soviétique pour la télévision et la radio diffusé par satellite.
Pozner a surtout marqué les esprits dans les médias occidentaux en tant qu’apologiste charismatique et érudit traitant souvent de sujets de controverses soviétiques en matière de politique étrangère et domestique ; utilisant de préférence des procédés de tu quoque, il faisait souvent des parallèles entre les décisions politiques de l’URSS et des nations occidentales, tout en admettant certains problèmes en URSS. Il a défendu entre autres l’arrestation et l’exil d'Andreï Sakharov, l’intervention soviétique en Afghanistan ainsi que l'incident du vol 007 de Korean Airlines. Dans ses Mémoires publiés en 1990, Parting with Illusions, il avoue que certaines des positions qu’il a défendues furent immorales et dans un entretien en 2005 avec la chaîne américaine NPR, qu’il s’agissait de « propagande », et qu’il regrettait d'y « avoir passé les meilleures années de sa vie », comparant son rôle à celui de Karen Hughes auprès de l'administration de George W. Bush.
Jusqu’au début des années 1980, malgré ses fréquentes apparitions dans la presse occidentale et son rôle de porte parole soviétique, il demeure quasi inconnu en URSS. Au milieu des années 1980, il se retrouve sélectionné pour animer une série d'émissions télévisées en duplex (baptisée Telemost, littéralement « pont TV »). Au début, ces émissions furent produites par Helene Keyssar de l’université de Californie à San Diego, notamment « Moscou appelle San Diego: les enfants et le cinéma » (en anglais « Moscow Calling San Diego: Children and Film »), en souvenir de la Guerre (en anglais "Remembering War"). Les émissions qui ont suivi incluent Leningrad - Seattle « Sommet Citoyen » « sommet des citoyens ordinaires » traitant de questions telles que la position des juifs en URSS (en anglais : "Citizens Summit I - Leningrad/Seattle") et "Sommet Citoyen : Les femmes parlent aux femmes" (en anglais "Citizens Summit II: Women to Women - Leningrad/Boston) cette fois avec le journaliste américain Phil Donahue. Ces émissions furent un point tournant dans la carrière de Vladimir Pozner, lui assurant une popularité au niveau soviétique, et une promotion au sein du Gosteleradio. En 1991, une violente polémique éclate lorsque Vladimir Pozner s’exprime en faveur de Boris Eltsine et contre Mikhaïl Gorbatchev. Il est licencié à cause de cet incident.

### Les années post-soviétiques
La même année, Pozner se voit proposer d’animer une émission de type talk-show avec Phil Donahue avec lequel il avait animé les émissions en duplex soviético-américaines. Pozner déménage aux États-Unis. Pendant trois ans, de 1991 à 1994, ils co-animent l’émission Pozner/Donahue, hebdomadaire diffusée sur la chaîne américaine CNBC. Résidant à New York, Pozner se rend alors régulièrement à Moscou pour l’enregistrement d’émissions russes. À la suite d'un désaccord avec le PDG de la chaine sur des questions de censure, l’émission n’est pas renouvelée.
En 1997, Pozner retourne à Moscou et continue à travailler comme journaliste télévisuel indépendant. La même année, il fonde avec sa compagne Ekaterina Orlova une Ecole pour l’Excellence de la télévision (« Школу телевизионного мастерства ») à Moscou pour former des jeunes journalistes russes.
Depuis sa fondation en 1994 jusqu’en 2008, Pozner est président de l’Académie télévisuelle russe qui décerne le prestigieux prix TEFI. Il travaille également pour un cercle de réflexion de l'académie russe des sciences : un think tank consacré à la période soviétique, l’Institut d'études des États-Unis et du Canada.
En 2004, avec son frère Pavel, il ouvre une brasserie française à Moscou, Жеральдин (Chez Géraldine), en l’honneur de sa mère.

## Émissions clés

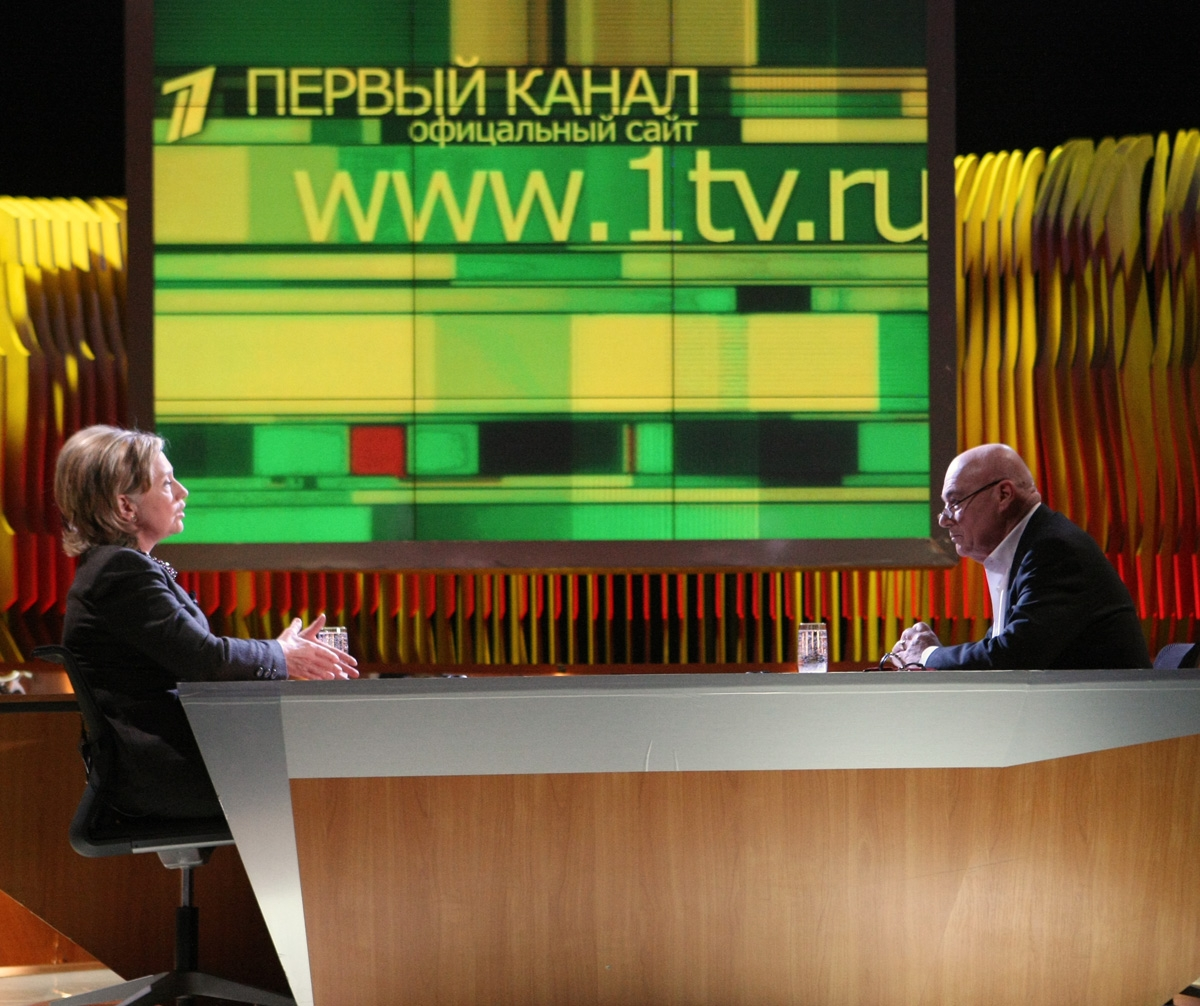
Vladimir Pozner s'entretient avec Hillary Clinton dans son émission du 29 mars 2010.

Entre 2000-2008, il fut le présentateur de l’émission Vremena (Les temps), hebdomadaire socio-politique sur des questions d'actualité. Et, depuis 2008, il est le producteur et présentateur de l'émission Pozner (en russe Познер). Parmi ses invités on retrouve le musicien Sting, le fondateur de CNN Ted Turner, la secrétaire d’État américaine Hillary Clinton, l’ancien président de l’URSS Mikhaïl Gorbatchev et de nombreuses autres personnalités. L’émission est divisée en quatre parties. La première, Vox Populi, est constituée de questions des téléspectateurs obtenues par le biais du site web officiel de l’émission ou par des sondages dans la population russe. La deuxième partie est constituée essentiellement de l’entretien du journaliste lui-même. La troisième partie ne dure que quelques minutes et est composée de questions du questionnaire de Marcel Proust. L’invité quitte l’émission et la quatrième partie, l’épilogue, se déroule en son absence. Vladimir Pozner partage alors ses sentiments sur l’actualité.

## Récompenses
- Ordre du Mérite pour la Patrie de 4e classe
- Ordre de l'Honneur
- Ordre de l'Amitié des peuples
- Chevalier de la Légion d'honneur

### Carnets de voyages
- 2008 : L'Amérique de plain-pied sur la Première chaine, avec Ivan Ourgant et Brian Kahn.
- 2010 : Tour de France sur la Première chaine, avec Ivan Ourgant
- 2012 : Leur Italie sur la Première chaine, avec Ivan Ourgant

## Publications importantes
- (en) Vladimir Pozner, Helene G. Keyssar, Remembering War : A U.S.-Soviet Dialogue, Oxford University Press, 1990 (ISBN 978-0-19-505126-1)
- (en) Vladimir Pozner, Parting With Illusions : The Extraordinary Life and Controversial Views of the Soviet Union's Leading Commentator, HarperCollins, mars 1991, 346 p. (ISBN 978-0-380-71349-3)

- traduit sous le titre Adieu aux illusions par Anne-Marie Tatsis-Botton, Montricher, Suisse, Éditions Noir sur Blanc, 2015  (ISBN 978-2-88250-376-3)
- (en) Vladimir Pozner, Eyewitness : A Personal Account of the Unraveling of the Soviet Union, Random House, février 1992, 220 p. (ISBN 978-0-679-41202-1)
- (en) Vladimir Pozner, Karl Marx, Friedrich Engels, The Communist Manifesto, Bantam Dell, juin 1992 (ISBN 0-553-21406-3, lire en ligne)
- (ru) Vladimir Pozner, Brian Kahn, Ivan Urgant, Odnoėtajnaia Amerika, Zebra E, 2008 (ISBN 978-5-94663-604-9)